# Richie Burnett
Richard (Richie) Burnett (Cwmparc, Rhondda, 7 februari 1967) is een dartsspeler uit Wales.
Al op jonge leeftijd stond Burnett te boek als een groot darttalent en werden hem kansen toegedicht om na dartlegende Leighton Rees de tweede Welshman in de historie te worden die de felbegeerde Embassy-titel zou weten te pakken.
Begin jaren negentig werd Burnetts opmars echter verstoord toen hij zwaargewond raakte bij een auto-ongeluk. Burnett verkeerde lange tijd in levensgevaar en volgens de onderzoekende artsen leek het hoogst onwaarschijnlijk dat hij nog ooit (top-)darts zou kunnen spelen. Maar de Welshman wist zich na een lange revalidatie de weg omhoog te vechten en kwam sterker terug dan ooit tevoren.
In 1995 won Burnett in het Engelse Frimley Green het prestigieuze Embassy-toernooi door in de finale met 6 - 3 in sets Raymond van Barneveld te kloppen. Een jaar later reikte Burnett opnieuw tot aan de finale. Ditmaal moest hij echter zijn meerdere erkennen in de Engelsman Steve Beaton, die met 6-3 te sterk bleek.
Na een vroegtijdige uitschakeling in 1997 moest Burnett in 1998 opnieuw het onderspit delven in de finale van de Embassy. Deze keer verloor hij in een ware thriller van de zich revancherende Van Barneveld met 6 - 5. Vlak voor de millenniumwisseling stapte The Prince of Wales, zoals zijn bijnaam luidt, over naar de rivaliserende dartsbond PDC.
Burnetts voorlopig laatste hoogtepunt vond plaats in 2001, waar hij tijdens de finale van het Stan James World Matchplay in de Engelse havenstad Blackpool van Phil Taylor verloor.
In de 2011 World Grand Prix in Dublin werd Burnett in de halve finale uitgeschakeld door Phil Taylor. Eerst was hij niet eens dicht bij een kwalificatie, wat het nog uitzondelijker maakt dat hij de halve finale überhaupt heeft gehaald. In 2015 werd Burnett voor achttien maanden geschorst omdat hij positief is bevonden op het gebruik van cocaïne. Hij mocht pas na 2 mei 2016 weer deelnemen aan toernooien.
Op de UK Open 2023 behaalde Burnett zijn eerste kwartfinale op een hoofdtoernooi sinds 2014. Hiervoor versloeg hij James Richardson, Jurjen van der Velde, Florian Hempel, Ted Evetts en Peter Wright. In de kwartfinale zorgde Dimitri Van den Bergh voor zijn uitschakeling.

## Gespeelde WK-finales
- 1995 Richie Burnett - Raymond van Barneveld 6 - 3 (‘best of 11 sets’)
- 1996 Steve Beaton - Richie Burnett 6 - 3 (‘best of 11 sets’)
- 1998 Raymond van Barneveld - Richie Burnett 6 - 5 (‘best of 11 sets’)

## Resultaten op Wereldkampioenschappen

### BDO
- 1995: Winnaar (gewonnen in de finale van Raymond van Barneveld met 6-3)
- 1996: Runner-up (verloren van Steve Beaton met 3-6)
- 1997: Laatste 16 (verloren van Leo Laurens met 0-3)
- 1998: Runner-up (verloren van Raymond van Barneveld met 5-6)
- 1999: Laatste 32 (verloren van Ronnie Baxter met 0-3)

### WDF

#### World Cup
- 1995: Kwartfinale (verloren van Roger Carter met 2-4)

### PDC
- 2001: Laatste 16 (verloren van Keith Deller met 2-3)
- 2002: Kwartfinale (verloren van Colin Lloyd met 4-6)
- 2003: Kwartfinale (verloren van Kevin Painter met 2-5)
- 2004: Laatste 32 (verloren van Simon Whatley met 3-4)
- 2005: Laatste 32 (verloren van Mark Dudbridge met 3-4)
- 2007: Laatste 64 (verloren van  Alex Roy met 0-3)
- 2011: Laatste 64 (verloren van Alan Tabern met 2-3)
- 2012: Laatste 32 (verloren van John Part met 1-4)
- 2013: Laatste 32 (verloren van Andy Hamilton met 1-4)
- 2014: Laatste 16 (verloren van Ian White met 3-4)
- 2023: Laatste 96 (verloren van Adam Gawlas met 2-3)

### WSD (Senioren)
- 2024: Laatste 16 (verloren van Colin McGarry met 1-3)
- 2025: Kwartfinale (verloren van Steve Beaton met 0-3)

## Resultaten op de World Matchplay
- 1997: Halve finale (verloren van Alan Warriner met 9-13)
- 1999: Laatste 32 (verloren van Peter Manley met 4-10)
- 2000: Halve finale (verloren van Phil Taylor met 9-17)
- 2001: Runner-up (verloren van Phil Taylor met 10-18)
- 2002: Laatste 32 (verloren van Chris Mason met 1-10)
- 2003: Laatste 16 (verloren van Colin Lloyd met 10-13)
- 2004: Laatste 32 (verloren van Roland Scholten met 7-10)
- 2012: Laatste 32 (verloren van James Wade met 5-10)
- 2014: Laatste 16 (verloren van James Wade met 2-13)